# Marius Clarén
Marius Clarén (* 21. Dezember 1978 in Berlin), auch Marius Götze-Clarén, ist ein deutscher Synchronsprecher, Dialogbuchautor, Dialogregisseur, Hörspiel- und Hörbuchsprecher.

## Leben
Marius Clarén übernahm schon als Kind erste Synchronsprecherrollen. Sein Vater hatte eine Schauspielausbildung, war zunächst als Synchronsprecher und im Anschluss als Kulturredakteur bei RIAS und dem SFB tätig. Ebenso stand sein älterer Bruder Timo Clarén in seiner Kindheit mehrere Male hinter dem Mikrofon. Er ist die deutsche Standardstimme des Spider-Man-Darstellers Tobey Maguire (seit 1998) sowie von Chris Klein (beispielsweise in American Pie – Wie ein heißer Apfelkuchen) und Jake Gyllenhaal (in The Day after Tomorrow oder Brokeback Mountain). Des Weiteren betätigt er sich als Synchronbuchautor und Hörbuchsprecher.
Seinen ersten größeren Auftritt hatte er im Alter von 13 Jahren in Terminator 2, wo er John Connor, gespielt von Edward Furlong, synchronisierte. Sein Bruder, Timo Götze-Clarén, hat sich als Kind ebenfalls als Synchronsprecher betätigt, später aber eine andere Laufbahn gewählt. Im Original-Hörspiel zu Sam Raimis Spiderman-Film (in dessen deutscher Synchronfassung Clarén dem Hauptcharakter seine Stimme lieh) fungiert Clarén auch als Erzähler – ISBN 3-89832-927-5. Auch hat er Hörbücher eingelesen – etwa Töte deinen Chef (mit Nana Spier, ISBN 978-3-8371-2762-1) und Artemis (mit Gabrielle Pietermann, ISBN 978-3-8371-4165-8)
Sein Sohn Cosmo Clarén ist auch als Synchronsprecher tätig. Beide hatten einen gemeinsamen Auftritt in The Boss Baby, in dem Marius die ältere Version der Rolle von Cosmo spricht. Sein zweiter Sohn Vicco Clarén und sein dritter Sohn Carlo Clarén sind ebenfalls Synchronsprecher.

## Werk (Auswahl)

### Synchronbücher
- Born to be Wild – Saumäßig unterwegs (auch Synchronregie)
- Bridget Jones – Schokolade zum Frühstück
- Kim Possible (auch Synchronregie)
- Yu-Gi-Oh!
- 40 Tage und 40 Nächte
- Wie werde ich ihn los – in 10 Tagen?
- Red Planet
- Ich, beide & sie
- Crime is King
- American Pie – Jetzt wird geheiratet
- Den Einen oder Keinen
- Arthur und die Minimoys (auch Synchronregie)
- Arthur und die Minimoys 2 – Die Rückkehr des bösen M. (auch Synchronregie)
- Jackass: The Movie
- Bolt – Ein Hund für alle Fälle
- The Happytime Murders (auch Synchronregie)
- The Harder They Fall (auch Synchronregie)
- Elvis (auch Synchronregie)
- Maze Runner – Die Auserwählten in der Todeszone (auch Synchronregie)
- Wo die Lüge hinfällt (auch Synchronregie)

### Synchronrollen
James D’Arcy
- 2004: Exorzist: Der Anfang als Pater Francis
- 2005: Der Fluch der Betsy Bell als Richard Powell
- 2007: Rise: Blood Hunter als Bishop
- 2016: Guernica als Henry
- 2017: Dunkirk als Captain Winnant
- 2017: Schneemann als Filip Becker

Jake Gyllenhaal
- 2004: The Day After Tomorrow als Sam Hall
- 2005: Der Beweis – Liebe zwischen Genie und Wahnsinn als Hal
- 2005: Brokeback Mountain als Jack Twist
- 2007: Zodiac – Die Spur des Killers als Robert Greysmith
- 2008: Machtlos als Douglas Freeman
- 2010: Prince of Persia: Der Sand der Zeit als Prinz Dastan
- 2010: Love and other Drugs – Nebenwirkung inklusive als Jamie Randall
- 2011: Source Code als Colter Stevens
- 2012: End of Watch als Officer Brian Taylor
- 2013: Prisoners als Detektiv Loki
- 2014: Nightcrawler – Jede Nacht hat ihren Preis als Louis Bloom
- 2015: Southpaw als Billy Hope
- 2016: Nocturnal Animals als Edward Sheffield/Tony Hastings
- 2019: Spider-Man: Far From Home als Quentin Beck/Mysterio
- 2024: Road House als Elwood Dalton

Shawn Hatosy
- 1999: Unter Zeugenschutz als Sean Batton
- 2011: Street Kings 2: Motor City als Det. Dan Sullivan

Joshua Jackson
- 1994: Mighty Ducks II – Das Superteam kehrt zurück als Charlie Conway
- 1996: Mighty Ducks III – Jetzt mischen sie die Highschool auf als Charlie Conway
- 2000: The Skulls – Alle Macht der Welt als Lucas „Luke“ McNamara

Chris Klein
- 1999: American Pie – Wie ein heißer Apfelkuchen als Oz
- 1999: Election als Paul Metzler
- 2001: Ohne Worte als Gilbert Noble
- 2001: American Pie 2 als Oz
- 2006: American Dreamz – Alles nur Show als William Williams
- 2018: The Flash als Orlin Dwyer/Cicada

Tobey Maguire
- 1998: Fear and Loathing in Las Vegas als Anhalter
- 1998: Pleasantville – Zu schön, um wahr zu sein als David
- 2000: Die WonderBoys als James Leer
- 2002: Spider-Man als Peter Parker/Spider-Man
- 2003: Seabiscuit – Mit dem Willen zum Erfolg als Red Pollard
- 2004: Spider-Man 2 als Peter Parker/Spider-Man
- 2007: Spider-Man 3 als Peter Parker/Spider-Man
- 2009: Brothers als Sam Cahill
- 2013: Der große Gatsby als Nick Carraway
- 2013: Labor Day als Henry Wheeler/Erzähler
- 2014: Bauernopfer – Spiel der Könige als Bobby Fischer
- 2017: The Boss Baby als Erwachsener Tim
- 2021: Spider-Man: No Way Home als Peter Parker/Spider-Man
- 2023: Babylon – Rausch der Ekstase als James McKay

Eric Szmanda
- 1998–1999: Das Netz – Todesfalle Internet als Jacob Resh/Sorcerer
- 2000–2016: CSI: Den Tätern auf der Spur als Greg Sanders
- 2023: CSI: Vegas als Greg Sanders

Taika Waititi
- 2014: 5 Zimmer Küche Sarg als Viago
- 2017: Thor: Tag der Entscheidung als Korg
- 2019: Avengers: Endgame als Korg
- 2019: The Mandalorian als IG-11
- 2020: Jojo Rabbit als Imaginärer Adolf Hitler
- 2021: Free Guy als Antwan
- 2021, 2023: What If…? als Korg
- 2022: Lightyear als Mo Morrison
- 2022: Thor: Love and Thunder als Korg
- 2022: Our Flag Means Death als Edward „Blackbeard“ Teach
- 2024: Die Simpsons als Taika Waititi (Staffel 35 Episode 9)

#### Filme
- 1991: Für Edward Furlong in Terminator 2 – Tag der Abrechnung als John Connor
- 2000: Für Elijah Wood in Chain of Fools als Mikey
- 2000: Für Shawn Wayans in Scary Movie als Ray Wilkins
- 2000: Für Gael García Bernal in Amores Perros als Octavio
- 2001: Für Shawn Wayans in Scary Movie 2 als Ray Wilkins
- 2001: Für Daniel Cosgrove in Schrei wenn Du kannst als Campbell
- 2003: Für Edward Finlay in 2 Fast 2 Furious als Agent Dunn
- 2003: Für Rusty Jacobs in Es war einmal in Amerika als Max (jung)
- 2003: Für Jordan Bridges in Mona Lisas Lächeln als Spencer
- 2003: Für Shigeru Nakahara in Dragon Ball Z – Die Geschichte von Trunks als C 17
- 2004: Für Bryce Johnson in Girls United Again als Greg
- 2006: Für Daniel Sauli in Der rosarote Panther als Produzent
- 2007: Für Billie Joe Armstrong in Die Simpsons – Der Film als Billie Joe Armstrong – Green Day
- 2007: Für Matthew Gray Gubler in Alvin und die Chipmunks – Der Kinofilm als Simon Sevile
- 2007: Für Walter Lewis in Zimmer 1408 als Kassierer
- 2008: Für Drake Bell in Superhero Movie als Rick Riker/Dragonfly
- 2008: Für Jérôme Commandeur in Willkommen bei den Sch’tis als Inspektor Lebic
- 2009: Für Matthew Gray Gubler in Alvin und die Chipmunks 2 als Simon Sevile
- 2010: Für Eric Johnson in Mrs. Miracle 2 – Ein zauberhaftes Weihnachtsfest als Jake Finley
- 2011: Für Russell Peters in Happy New Year als Sunil
- 2012: Für Kumail Nanjiani in Fast verheiratet als Pakistani Koch
- 2013: Für Ben Falcone in Voll abgezockt als Tony
- 2013: Für Ben Schwartz in Turbo – Kleine Schnecke, großer Traum als Drifter
- 2014: Für Han Soto in Need for Speed als Nachrichtenproduzent
- 2015: Für Andrew Scott in James Bond 007: Spectre als Max Denbigh
- 2016: Für Kumail Nanjiani in Central Intelligence als Jared
- 2019: Für Billy Eichner in Der König der Löwen als Timon
- 2019: Für Will Forte in Good Boys als Max’ Vater
- 2019: Für James Ransone in Es Kapitel 2 als Eddie Kaspbrak
- 2019: Für Liran Nathan in Last Christmas als Andy
- 2019: Für Mark O’Brien in Marriage Story als Carter
- 2019: Für Shane Brady in Doctor Sleeps Erwachen als Magier
- 2020: Für Andrew Scott in 1917 als Lieutenant Leslie
- 2020: Für Kumail Nanjiani in Die fantastische Reise des Dr. Dolittle als Plimpton
- 2020: Für Lee Majdoub in Sonic the Hedgehog als Agent Stone
- 2020: Für Ravi Patel in Wonder Woman 1984 als Babajide
- 2021: Für David Dastmalchian in Dune als Piter de Vries
- 2022: Für Aaron Taylor-Johnson in Bullet Train als Tangerine
- 2022: Für Lee Majdoub in Sonic the Hedgehog 2 als  Agent Stone
- 2022: Für Dustin Demri-Burns in Slow Horses – Ein Fall für Jackson Lamb als Min Harper
- 2023: Für David Dastmalchian in Oppenheimer als William Borden
- 2023: Für Mathew Baynton in Wonka als Felix Fickelgruber
- 2024: Für Lee Majdoub in Sonic the Hedgehog 3 als Agent Stone
- 2024: Für Billy Eichner in Mufasa: Der König der Löwen als Timon
- 2024: Für Colin Michael Carmichael in Wicked als Professor Nikidik

#### Serien
- 1989–1996: Für Masako Nozawa in Dragon Ball Z als Son-Goten (Jugendlicher)
- 1997–2001: Für Michael Shulman in Disneys Große Pause als Der Schieberjunge
- 1998–1999: Für Eric Szmanda in Das Netz – Todesfalle Internet als Jacob Resh/Sorcerer
- 1998: Für Justin Nimmo in Power Rangers in Space als Zhane
- 1999: Für Adam Zolotin in Der Sturm des Jahrhunderts als Davey Hopewell
- 1999–2002: Für Adam LaVorgna in Eine himmlische Familie als Robbie Palmer
- 1999–2003: Für Masami Kikuchi in Digimon und Digimon 02 als Joe Kido
- 1999–2003: Für Caleb Ross in The Tribe als Lex
- 1999–2001: Für Unten am Fluss – Stephen Gately als Blackavar
- 2000: X-DuckX – Extrem abgefahren als Geextah
- 2000–2001: Für Charlie Weber in Buffy – Im Bann der Dämonen als Ben
- 2000–2005: Für Hal Sparks in Queer as Folk als Michael Novotny
- 2000–2016: Für Eric Szmanda in CSI: Den Tätern auf der Spur als Greg Sanders
- 2001: Für Yūichi Nakamura in Yu-Gi-Oh! als Rex Raptor
- 2001: Für Eric Johnson in Smallville als Whitney
- 2001–2005: Für Freddy Rodríguez in Six Feet Under – Gestorben wird immer als Frederico Diaz
- 2001: Für Adrian Wenner in Scrubs – Die Anfänger als Philip Chambers
- 2003: Für Mamoru Miyano in Wolf’s Rain als Kiba
- 2003–2007: Für Will Friedle in Kim Possible als Ron Stoppable
- 2004: Für Mitchell Whitfield in W.I.T.C.H. als Prinz Phobos
- 2004–2005: Für Tomokazu Seki in Full Metal Panic! als Sōsuke Sagara
- 2004–2006: Für Michael Rosenbaum in Die Liga der Gerechten als Wally West/The Flash
- 2004–2011: Für Rex Lee in Entourage als Lloyd Lee
- 2005–2006: Für Danny Cooksey in Xiaolin Showdown als Jack Spicer
- 2005–2009: Für Shane West in Emergency Room – Die Notaufnahme als Dr. Ray Barnett
- seit 2005: Für Sean Murray in Navy CIS als Special Agent Timothy „Tim“ McGee
- 2006–2008: Für Michael Sinterniklaas in Kappa Mikey als Michael “Mikey” Alexander Simon
- 2006–2009: Für Gareth David-Lloyd in Torchwood als Ianto Jones
- 2007: Für Kanako Irie in Yu-Gi-Oh! GX als Jesse Anderson
- 2008: Bibi und Tina als Holger Martin
- 2008: Für Eric Balfour in 24 als Milo Pressman
- 2008: Für Josh Keaton in The Spectacular Spider-Man als Peter Parker/Spider-Man
- 2010–2017: Für Pej Vahdat in Bones – Die Knochenjägerin als Arastoo Vaziri
- 2011–2014: Für Eric Johnson in Rookie Blue als Luke Callaghan
- 2011–2017: Für Andrew Scott in Sherlock als Jim Moriarty
- 2012–2017: Für Matthew Moy in 2 Broke Girls als Han Lee
- 2013–2014: Für Seth Green in Dads als Eli Sachs
- 2013–2021: Für Andy Samberg in Brooklyn Nine-Nine als Detective Jake Peralta
- 2014–2019: Für Zach Woods in Silicon Valley als Donald „Jared“ Dunn
- 2015–2019: Für Robin Lord Taylor in Gotham als Oswald „Penguin“ Cobblepot
- 2015–2022: Für Ross Marquand in The Walking Dead als Aaron
- 2017–2019: Für Weird Al Yankovic in Schlimmer geht’s immer mit Milo Murphy als Milo Murphy
- 2017–2019: Für Kahlil Ashanti in The Tick als Goat
- 2018–2023: Für Matt Long in Manifest als Zeke Landon
- 2022: Für Kumail Nanjiani in Obi-Wan Kenobi als Haja Estree
- 2022: Für Rick Cosnett in The Flash als Eddie Thawne/Deathstorm
- 2023: Für Eric Szmanda in CSI: Vegas als Greg Sanders
- 2025: Für Daisuke Namikawa in Sakamoto Days als Slur

#### Videospiele
- 2002: Aquanox 2: Revelation – Stoney Fox
- 2003: Star Wars Jedi Knight: Jedi Academy – Rosh Penin
- 2004: Spider-Man 2 – The Game – Peter Parker/Spider-Man
- 2007: Spider-Man 3 – The Game – Peter Parker/Spider-Man
- 2009: Simon the Sorcerer: Wer will schon Kontakt? – Captain Narrow
- 2011: Skylanders: Spyro’s Adventure – Spyro the Dragon
- 2012: Diablo 3 – Zauberer (männlich)[3]
- 2012: Skylanders: Giants – Spyro the Dragon
- 2014: Dragon Age: Inquisition – Cole
- 2017: Railway Empire – Cornelius Vanderbilt
- 2021: It Takes Two – Cody

### Hörbücher (Auswahl)
- Jodi Picoult: Das Herz ihrer Tochter (gemeinsam mit Jens Wawrczeck, Anna Thalbach, Tanja Geke und Felicia Wittmann), Der Hörverlag, ISBN 978-3-86717-516-6

- Andy Weir: Artemis (gemeinsam mit Gabrielle Pietermann), Random House Audio, ISBN 978-3-8371-4167-2

- Chris Rylander: Die Legende von Greg 1: Der krass katastrophale Anfang der ganzen Sache, Silberfisch, ISBN 978-3-7456-0119-0

- Anke Stelling: Freddie und die Bändigung des Bösen, cbj audio (Random House Audio), ISBN 978-3-8371-5055-1

- Sally Green: Die Verschwörung von Brigant (gemeinsam mit Tanya Kahana, Wanja Gerick, Maximilian Artajo und Dagmar Bittner), Der Audio Verlag, ISBN 978-3-7424-1183-9
- Sally Green: Dämonenzorn (gemeinsam mit Monika Oschek, Dagmar Bittner, Wanja Gerick, Maximilian Artajo und Arne Stephan), Der Audio Verlag, ISBN 978-3-7424-1324-6

- Enid Blyton: Der unsichtbare Dieb (Fünf Freunde JUNIOR 1), cbj audio (Random House Audio), ISBN 978-3-8371-5533-4

- Petra Eimer: Und dann kam Juli, Lübbe Audio, ISBN 978-3-7857-8333-7

- Petra Eimer: Weihnachten mit Juli, Lübbe Audio, ISBN 978-3-8387-9903-2 (Hörbuch Download)
- Sergio Dudli: Bloß nicht den Kopf verlieren!, der Audio Verlag, ISBN 978-3-7424-2257-6 (Hörbuch-Download, gemeinsam mit Dirk Petrick)
- Harlan Coben: Shelter – Der schwarze Schmetterling, Der Audio Verlag, (Hörbuch, Shelter 1)
- Sally Green: Kingdoms of Smoke – Die Trilogie, der Audio Verlag, ISBN 978-3-7424-3234-6 (Hörbuch-Download)
- Rick Riordan: Das brennende Labyrinth, Hörbuch Hamburg (Die Abenteuer des Apollo 3, Hörbuch-Download, ISBN 978-3-8449-3626-1)
- Lisa McMann: Die Feuerinsel, Hörbuch Hamburg, ISBN 978-3-8449-4166-1 (Wächter der Magie 3, Hörbuch-Download)

Percy Jackson (Lübbe Audio & BookBeat)
- Percy Jackson 1 – Diebe im Olymp
- Percy Jackson 2 – Im Bann des Zyklopen
- Percy Jackson 3 – Fluch des Titanen
- Percy Jackson 4 – Schlacht um das Labyrinth
- Percy Jackson 5 – Die letzte Göttin
- Percy Jackson 6 – Der Kelch der Götter
- Percy Jackson 7 - Der Zorn der dreifachen Göttin
- Percy Jackson erzählt: Griechische Göttersagen
- Percy Jackson erzählt: Griechische Heldensagen

Helden des Olymp
- Helden des Olymp 1 – Der verschwundene Halbgott
- Helden des Olymp 2 – Der Sohn des Neptun
- Helden des Olymp 3 – Das Zeichen der Athene
- Helden des Olymp 4 – Das Haus des Hades
- Helden des Olymp 5 – Das Blut des Olymp

Goblins
- Goblins 1 – Die Goblins
- Goblins 2 – Die Rückkehr der Goblins
- Goblins 3 – Der Krieg der Goblins
- Goblins 4 – Der Goblin-Held

Die Schattenwald-Geheimnisse
- Die Schattenwald-Geheimnisse 1 – Wald der tausend Augen
- Die Schattenwald-Geheimnisse 2 – Der Vergessene Ort
- Die Schattenwald-Geheimnisse 3 – Gefährliche Verwandlung
- Die Schattenwald-Geheimnisse 4 – Die Nebelkönigin

### Hörspiele (Auswahl)
- Bibi und Tina 68 – Die Urlaubsüberraschung (Hörspiel)
- Bibi und Tina 79 – Rennpferd in Not (Hörspiel)
- Timothy Zahn: Thrawn-Trilogie (Buch und Regie: Oliver Döring)[4]
- 2019: Der König der Löwen (Das Original-Hörspiel zum Real-Kinofilm), Disney (Kiddinx Verlag, Der König der Löwen)
- 2019: Death Note – Die komplette Hörspielreihe (nach der Mangaserie von Tsugumi Ōba und Takeshi Obata), Lübbe Audio (Download), ISBN 978-3-8387-9298-9 (Folge 9)
- 2021: Cruella. Das Original-Hörspiel zum Disney Real-Kinofilm, Kiddinx Verlag (Cruella)
- 2021: Kai Meyer: Sieben Siegel (Staffel 2, Audible-Hörspielserie)